# Hypena iridis
Hypena iridis är en fjärilsart som beskrevs av Butler 1887. Hypena iridis ingår i släktet Hypena och familjen nattflyn. Inga underarter finns listade i Catalogue of Life.